# Luis Verdini
Luis Fernando Cardozo Verdini de Carvalho (* 12. August 1995 in Rio das Ostras), auch als Luis Verdini bekannt, ist ein brasilianischer Fußballspieler.

## Karriere
Luis Verdini erlernte das Fußballspielen in der Jugendmannschaft von Botafogo FR in Rio de Janeiro. Seinen ersten Vertrag unterschrieb er 2016 in Rio de Janeiro bei Barra da Tijuca FC. Einen Monat nach Vertragsunterschrift wurde er an EC Tigres do Brasil nach Duque de Caxias abgegeben. Nach vier Monaten kehrte er zu Barra zurück. 2017 wechselte er nach Thailand. Hier unterschrieb er einen Vertrag beim Viertligisten Chiangrai City FC. Mit dem Verein aus Chiangrai wurde er Vizemeister der Thai League 4 – Region North und stieg somit in die dritte Liga auf. Nach dem Aufstieg verließ er Chiangrai und schloss sich 2018 dem Zweitligisten Chiangmai FC aus Chiangmai an. Als Tabellendritter stieg er mit dem Verein nach der Saison 2018 in die erste Liga auf. Nach Vertragsende war bis Ende Mai 2019 vertrags- und vereinslos. Ende Mai nahm ihn sein ehemaliger Verein Barra da Tijuca FC wieder unter Vertrag. Für die Saison 2020 unterschrieb er wieder einen Vertrag bei seinem ehemaligen Verein Chiangmai FC in Thailand. Nach vier Zweitligaspielen wurde der Vertrag im Juni 2020 nicht verlängert. Seit 1. Juli ist er vertrags- und vereinslos.

## Erfolge
Chiangrai City FC
- Thai League 4 – Region North

2017: Vizemeister  ▲
Chiangmai FC
- Thai League 2

3. Platz: 2018  ▲